# Alexandre Denis Abel de Pujol
Alexandre Denis Abel de Pujol (ur. w 1785 w Valenciennes, zm. w 1861 w Paryżu) – francuski malarz.
Uczeń Davida, wykonał wiele malowideł ściennych w kościołach paryskich.